# JNR EF63 sorozat
A JNR EF63 sorozat egy Japán 1500 V egyenáramú, Bo-Bo-Bo tengelyelrendezésű villamosmozdony-sorozat volt. A JNR, a JR East és a JR Freight üzemeltette. Összesen 25 db készült belőle 1962 és 1976 között a Kawasaki, a Mitsubishi és a Tōshiba gyáraiban. Az összeset selejtezték.

## A mozdonyok története
| Pályaszám | Gyártási év | Gyártó     | Selejtezve |
| --------- | ----------- | ---------- | ---------- |
| EF63 1    | 1962        | Toshiba    | 1984       |
| EF63 2    | 1963        | Toshiba    | 1998       |
| EF63 3    | 1963        | Toshiba    | 1998       |
| EF63 4    | 1963        | Toshiba    | 1998       |
| EF63 5    | 1963        | Toshiba    | 1975       |
| EF63 6    | 1963        | Toshiba    | 1998       |
| EF63 7    | 1963        | Mitsubishi | 1998       |
| EF63 8    | 1963        | Mitsubishi | 1998       |
| EF63 9    | 1963        | Mitsubishi | 1975       |
| EF63 10   | 1963        | Mitsubishi | 1998       |
| EF63 11   | 1963        | Mitsubishi | 1998       |
| EF63 12   | 1963        | Mitsubishi | 1998       |
| EF63 13   | 1963        | Mitsubishi | 1998       |
| EF63 14   | 1966        | Toshiba    | 1984       |
| EF63 15   | 1966        | Toshiba    | 1998       |
| EF63 16   | 1966        | Toshiba    | 1998       |
| EF63 17   | 1966        | Toshiba    | 1998       |
| EF63 18   | 1967        | Kawasaki   | 1998       |
| EF63 19   | 1967        | Mitsubishi | 1998       |
| EF63 20   | 1969        | Kawasaki   | 1998       |
| EF63 21   | 1969        | Kawasaki   | 1998       |
| EF63 22   | 1974        | Kawasaki   | 1998       |
| EF63 23   | 1974        | Kawasaki   | 1998       |
| EF63 24   | 1976        | Kawasaki   | 1998       |
| EF63 25   | 1976        | Kawasaki   | 1998       |

Források:
- Tezuka, Kazuyuki. EF63と強調運転 (EF63 and cooperative operation) (japán nyelven), p. 18 et seq.. o. (1996. december 1.)

## Megőrzött mozdonyok

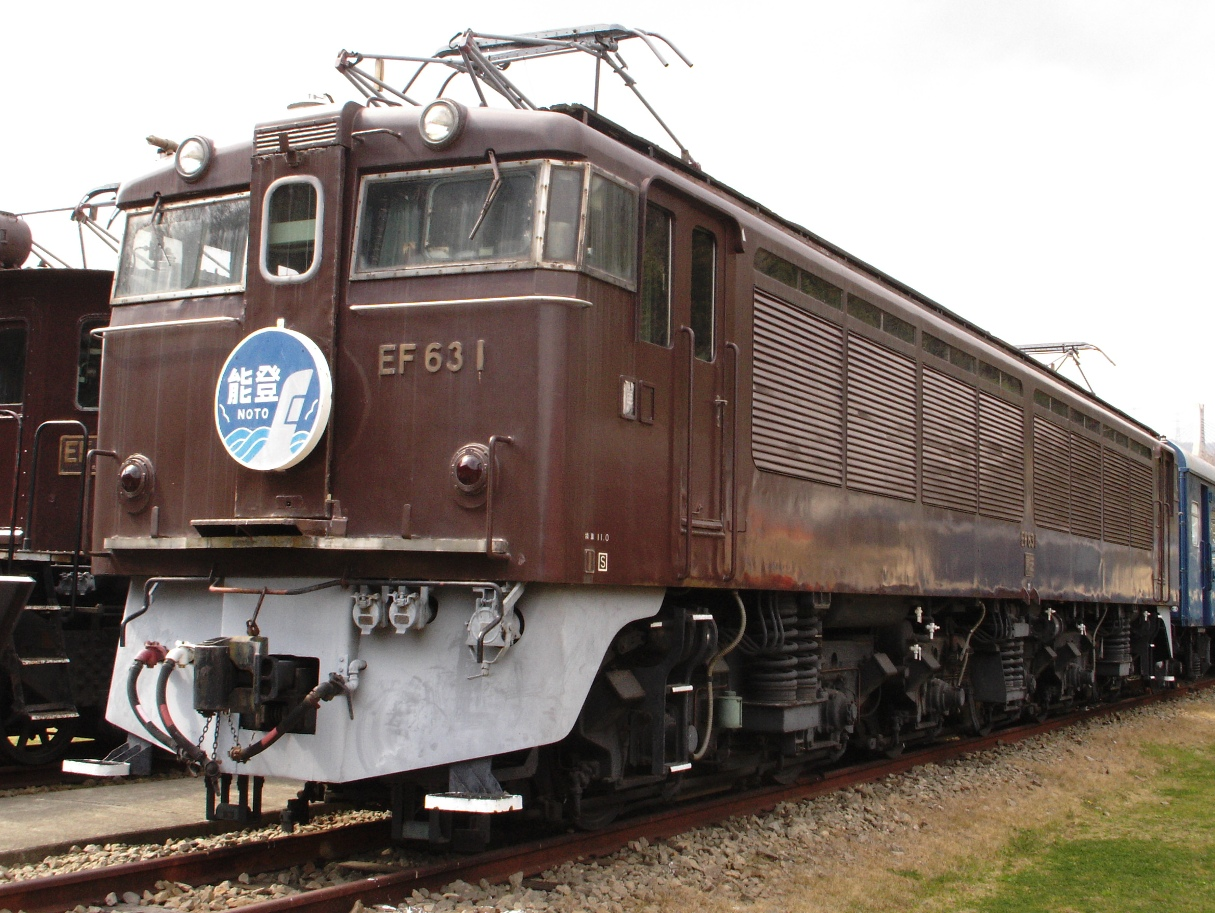
Egy megőrzött EF63 az Usui Pass Railway Heritage Parkban barna festéssel

- EF63 1
- EF63 2
- EF63 10
- EF63 11
- EF63 12
- EF63 13
- EF63 15
- EF63 18
- EF63 19
- EF63 22
- EF63 24
- EF63 25